# درباره دکتر افشین میرزایی
دکتر افشین میرزایی
افشین میرزایی (متولد ۱۳۵۸ در تهران) دندانپزشک، جراح و متخصص پروتزهای دندانی است. او در زمینه‌ی ایمپلنت‌های دندانی فعالیت دارد و از سال ۱۳۸۹ تاکنون در حوزه درمان‌های تخصصی دهان و دندان مشغول به کار است.

تحصیلات
میرزایی پس از پایان دوران متوسطه در رشته علوم تجربی، مدرک پروتزهای دندانی را از دانشگاه‌های تهران دریافت کرد. او در سال ۱۳۸۹ تحصیلات خود در رشته دندانپزشکی را به پایان رساند. سپس با گذراندن دوره‌های تکمیلی، موفق به اخذ فلوشیپ ایمپلنت از دانشگاه UCLA و انجمن بین‌المللی ایمپلنتولوژی (ICOI) در ایالات متحده آمریکا شد.
فعالیت حرفه‌ای
میرزایی تاکنون بیش از ۵۰۰۰ واحد ایمپلنت دندانی را انجام داده است. او در کلینیک شخصی خود در تهرانپارس، به ارائه خدمات دندانپزشکی، پروتزهای دندانی و درمان‌های مرتبط با ایمپلنت مشغول است. در این کلینیک، تیمی متشکل از دندانپزشکان با تخصص‌های مختلف فعالیت دارند.
رویکرد درمانی
میرزایی در فعالیت‌های حرفه‌ای خود بر استفاده از فناوری‌های نوین و مواد باکیفیت در درمان‌های دندانپزشکی تأکید دارد. خدمات ارائه‌شده در کلینیک او همراه با ضمانت‌نامه کتبی و کارت گارانتی به بیماران ارائه می‌شود.